# Nimbus Film
Nimbus Film er et dansk filmproduktionsselskab grundlagt i 1993 af Birgitte Hald og Bo Ehrhardt, begge uddannet ved Den Danske Filmskole. Filminstruktøren Thomas Vinterberg var indtil 2009 medejer af selskabet, der producerede hans første seks spillefilm.
Selskabet står bag produktionen af film som Festen, Mifunes sidste sang, Nordkraft, It's All about Love, Prag, Flammen & Citronen, Kongekabale, Submarino, Antboy-trilogien m.fl., og har haft fire bidrag til Dogme95-projektet.
De holder i dag til på Vesterbrogade i København men har tidligere haft til huse på Frederiksberg og i Filmbyen i Hvidovre, hvor også Zentropa har sine kontor- og produktionsfaciliteter. Nimbus Film har i forbindelse med produktionen af Fighter gjort brug af de af Angel Film ejede studiefaciliteter på Det Danske Filmstudie i Kongens Lyngby samt i preproduktionsfasen kontorer i Kødbyen på Vesterbro i København. Selskabet har tidligere haft til huse i Ryesgade hvor også Zentropa i midt 1990'erne havde kontorer.
Som en nyere knopskydning på selskabets aktiviteter er Nimbus+, der producerer tv-fiktion. I 2018 overtog den franske mediekoncern Newen 33% ejerskab af produktionsselskabet.

## Udvalgte film
- Erna i Krig (2020)
- Vores Mand i Amerika (2020)
- Den bedste mand (2017)
- Mesteren (2017)
- Tordenskjold & Kold (2016)
- Antboy 3 (2016)
- Steppeulven (2014)
- Antboy: Den Røde Furies hævn (2014)
- I lossens time (2013)
- Antboy (2013)
- You & Me Forever (2012)
- Bora Bora (2011)
- Superclásico (2011)
- Submarino (2010)
- Eksperimentet (2010)
- Over gaden under vandet (2009)
- Sorte kugler (2009)
- Flammen & Citronen (2008)
- En mand kommer hjem (2007)
- Fighter (2007)
- En soap (2006)
- Prag (2006)
- Nordkraft (2005)
- Voksne mennesker (2005)
- Kongekabale (2004)
- Skagerrak (2003)
- Torremolinos 73 (2003)
- It's all about love (2002)
- Klatretøsen (2002)
- D-Dag (2001)
- En kærlighedshistorie (2001)
- Mirakel (2000)
- Bror, min bror (1999)
- Mifunes sidste sang (1999)
- Pizza King (1999)
- Festen (1998)
- De største helte (1996)
- Drengen der gik baglæns (1994)

## TV serier
- Broen (2011-2018)

## Ekstern henvisning
- Nimbus Film
- Nimbus Film på Internet Movie Database (engelsk)
- Nimbus Film på Filmdatabasen